# Mioscarta flavobasalis
Mioscarta flavobasalis är en insektsart som beskrevs av Jacobi 1927. Mioscarta flavobasalis ingår i släktet Mioscarta och familjen spottstritar. Inga underarter finns listade i Catalogue of Life.